# Campionati del mondo di atletica leggera 2017 - Staffetta 4×400 metri femminile
Le gare della staffetta 4×400 metri femminile si sono svolte tra il 12 e il 13 agosto 2017.

## Podio
| Pos.    | Nazione                                                                     | Tempo   |
| ------- | --------------------------------------------------------------------------- | ------- |
| Oro     | Stati Uniti Quanera Hayes, Allyson Felix, Shakima Wimbley, Phyllis Francis  | 3'19"02 |
| Argento | Gran Bretagna Zoey Clark, Laviai Nielsen, Eilidh Doyle, Emily Diamond       | 3'25"00 |
| Bronzo  | Polonia Małgorzata Hołub, Iga Baumgart, Aleksandra Gaworska, Justyna Święty | 3'25"41 |

## Situazione pre-gara

### Record
Prima di questa competizione, il record del mondo (WR) e il record dei campionati (CR) erano i seguenti.
| Record                | Prestazione | Atleta                                                                                    | Data                               | Competizione                |
| --------------------- | ----------- | ----------------------------------------------------------------------------------------- | ---------------------------------- | --------------------------- |
| Record mondiale       | 3'15"17     | Unione Sovietica Tat'jana Ledovskaja, Ol'ga Nazarova, Marija Kulčunova, Ol'ha Bryzhina    | 1 ottobre 1988 Seul, Corea del Sud | Giochi della XXIV Olimpiade |
| Record dei campionati | 3'16"71     | Stati Uniti Gwen Torrence, Maicel Malone-Wallace, Natasha Kaiser-Brown, Jearl Miles Clark | 22 agosto 1993 Stoccarda, Germania | Campionati del mondo 1993   |

### Campioni in carica
I campioni in carica, a livello mondiale e olimpico, erano:
| Campione | Atleta                                                                                    | Prestazione | Data                                   | Competizione                |
| -------- | ----------------------------------------------------------------------------------------- | ----------- | -------------------------------------- | --------------------------- |
| Olimpico | Stati Uniti Courtney Okolo, Natasha Hastings, Phyllis Francis, Allyson Felix              | 3'19"06     | 20 agosto 2016 Rio de Janeiro, Brasile | Giochi della XXXI Olimpiade |
| Mondiale | Giamaica Christine Day, Shericka Jackson, Stephenie Ann McPherson, Novlene Williams-Mills | 3'19"13     | 30 agosto 2015 Pechino, Cina           | Campionati del mondo 2015   |

## Risultati

### Batterie
Le batterie di qualificazione si sono tenute il 12 agosto 2017, suddivise in due turni:
| Batteria           | 1     | 2     |
| ------------------ | ----- | ----- |
| Orario di partenza | 11:20 | 11:32 |
| Photo finish       |       |       |

Qualificazione: i primi tre di ogni serie (Q) e i due tempi migliori tra gli esclusi (q) si qualificano alle finali.
| Pos. | Batteria | Corsia | Nazione       | Atleti                                                                                 | Tempo   | Note                                     |
| ---- | -------- | ------ | ------------- | -------------------------------------------------------------------------------------- | ------- | ---------------------------------------- |
| 1    | 1        | 3      | Stati Uniti   | Quanera Hayes, Kendall Ellis, Shakima Wimbley, Natasha Hastings                        | 3'21"66 | Q,                                       |
| 2    | 2        | 8      | Giamaica      | Anastasia Le-Roy, Anneisha McLaughlin-Whilby, Chrisann Gordon, Stephenie Ann McPherson | 3'23"64 | Q,                                       |
| 3    | 1        | 4      | Gran Bretagna | Zoey Clark, Laviai Nielsen, Perri Shakes-Drayton, Emily Diamond                        | 3'24"74 | Q,                                       |
| 4    | 2        | 6      | Nigeria       | Patience Okon George, Glory Onome Nathaniel, Emerald Egwim, Yinka Ajayi                | 3:25.40 | Q,                                       |
| 5    | 2        | 9      | Germania      | Ruth Spelmeyer, Nadine Gonska, Svea Köhrbrück, Laura Müller                            | 3'26"24 | Q,                                       |
| 6    | 2        | 9      | Polonia       | Małgorzata Hołub, Patrycja Wyciszkiewicz, Martyna Dąbrowska, Iga Baumgart              | 3'26"47 | q,                                       |
| 7    | 1        | 5      | Botswana      | Christine Botlogetswe, Lydia Jele, Galefele Moroko, Amantle Montsho                    | 3'26"90 | Q,                                       |
| 8    | 1        | 6      | Francia       | Déborah Sananes, Estelle Perrossier, Agnès Raharolahy, Elea-Mariama Diarra             | 3'27"59 | q,                                       |
| 9    | 2        | 7      | Italia        | Maria Benedicta Chigbolu, Maria Enrica Spacca, Libania Grenot, Ayomide Folorunso       | 3'27"81 | Miglior prestazione personale stagionale |
| 10   | 2        | 5      | Australia     | Anneliese Rubie, Ella Connolly, Lauren Wells, Morgan Mitchell                          | 3'28"02 | Miglior prestazione personale stagionale |
| 11   | 1        | 3      | Canada        | Carline Muir, Aiyanna Stiverne, Travia Jones, Natassha McDonald                        | 3'28"47 | Miglior prestazione personale stagionale |
| 12   | 2        | 8      | Ucraina       | Kateryna Klymiuk, Olha Bibik, Tetyana Melnyk, Anastasiya Bryzhina                      | 3'31"84 |                                          |
| 13   | 2        | 7      | Sudafrica     | Justine Palframan, Gena Löfstrand, Ariane Nel, Wenda Nel                               | 3'37"82 | Miglior prestazione personale stagionale |
|      | 1        | 2      | Bahamas       | Lanece Clarke, Christine Amertil, Anthonique Strachan, Shaquania Dorsett               | dnf     |                                          |
|      | 1        | 2      | India         | Jisna Mathew, M. R. Poovamma, Anilda Thomas, Nirmala Sheoran                           | dq      | R 163.3 (a)                              |
|      | 1        | 5      | Paesi Bassi   | Madiea Ghafoor, Lisanne de Witte, Laura de Witte, Eva Hovenkamp                        | dq      | R 170.6 (c)                              |

### Finale
La finale si è svolta il 13 agosto 2017 alle ore 20:55.
| Pos. | Corsia | Nazione       | Atleti                                                                                | Tempo   | Note                                     |
| ---- | ------ | ------------- | ------------------------------------------------------------------------------------- | ------- | ---------------------------------------- |
|      | 4      | Stati Uniti   | Quanera Hayes, Allyson Felix, Shakima Wimbley, Phyllis Francis                        | 3'19"02 | Miglior prestazione mondiale stagionale  |
|      | 5      | Gran Bretagna | Zoey Clark, Laviai Nielsen, Eilidh Doyle, Emily Diamond                               | 3'25"00 |                                          |
|      | 3      | Polonia       | Małgorzata Hołub, Iga Baumgart, Aleksandra Gaworska, Justyna Święty                   | 3'25"41 | Miglior prestazione personale stagionale |
| 4    | 2      | Francia       | Estelle Perrossier, Déborah Sananes, Agnès Raharolahy, Elea-Mariama Diarra            | 3'26"56 | Miglior prestazione personale stagionale |
| 5    | 7      | Nigeria       | Patience Okon George, Abike Funmilola Egbeniyi, Glory Onome Nathaniel, Yinka Ajayi    | 3'26"72 |                                          |
| 6    | 9      | Germania      | Ruth Spelmeyer, Laura Müller, Nadine Gonska, Hannah Mergenthaler                      | 3'27"45 |                                          |
| 7    | 8      | Botswana      | Christine Botlogetswe, Lydia Jele, Galefele Moroko, Amantle Montsho                   | 3'28"00 |                                          |
|      | 6      | Giamaica      | Chrisann Gordon, Anneisha McLaughlin-Whilby, Shericka Jackson, Novlene Williams-Mills | dnf     |                                          |